# No Surrender 2017
No Surrender 2017 è stata la dodicesima edizione dell'evento e la prima dal cambio del nome da TNA ad Impact Wrestling della federazione. 

L'evento ha avuto luogo il 23 aprile 2017, presso l'Impact Zone di Orlando in Florida ed è stato trasmesso il 16 giugno 2017 come evento in PPV della serie One Night Only.

## Risultati
| # | Match                                                             | Stipulazioni                                                               | Durata |
| - | ----------------------------------------------------------------- | -------------------------------------------------------------------------- | ------ |
| 1 | Garza Jr. e Laredo Kid hanno sconfitto Idris Abraham e Hakim Zane | Tag team match                                                             | 8:45   |
| 2 | Mahabali Shera ha sconfitto Fallah Bahh                           | Single match                                                               | 5:20   |
| 3 | Trevor Lee (con Gregory Shane Helms) ha sconfitto Suicide         | Single match                                                               | 13:05  |
| 4 | Braxton Sutter (con Allie) ha sconfitto KM (con Sienna)           | Single match                                                               | 11:50  |
| 5 | Dezmond Xavier ha sconfitto Mario Bokara                          | Single match                                                               | 9:30   |
| 6 | Rosemary ha sconfitto Laurel Van Ness (con Sienna)                | Single match                                                               | 7:30   |
| 7 | Eli Drake (con Chris Adonis) ha sconfitto James Storm             | Single match                                                               | 8:35   |
| 8 | James Storm ha sconfitto Eli Drake                                | Single match                                                               | 0:20   |
| 9 | Lashley (c) ha sconfitto Eddie Edwards                            | Single match per il titolo Impact Wrestling World Heavyweight Championship | 17:15  |
|   | (c) = campione in carica al momento dell'inizio del match.        |                                                                            |        |